# Wild Hearts (Di-rect)
Wild Hearts is het negende studioalbum van DI-RECT uit 2020. De band was in Berlijn in de studio van YouGuysMusic begonnen maar kwamen tijdens de opnamen weer thuis te zitten als gevolg van de corona maatregelen. De nog resterende nummers werden los van elkaar geschreven. Van het album zijn drie singles uitgebracht.

## Nummers
Alle muziek is geschreven door Di-rect.
| 1.                 | Born Again   | 4:47 |
| 2.                 | No Goodbye   | 3:39 |
| 3.                 | Nightcrawler | 3:49 |
| 4.                 | Hibernation  | 4:15 |
| 5.                 | Soldier On   | 3:50 |
| 6.                 | Naked        | 3:55 |
| 7.                 | Wild Hearts  | 4:40 |
| 8.                 | Color        | 2:58 |
| 9.                 | Snakebite    | 3:23 |
| 10.                | Black Cat    | 3:37 |
| Totale duur: 38:53 |              |      |

## Bezetting
- Marcel Veenendaal - zang
- Frans van Zoest - gitaar
- Paul Jan Bakker - gitaar
- Bas van Wageningen - basgitaar
- Jamie Westland - drums

## Gastmuzikanten
- Matteo Ianella - toetsen en hoorn
- Jan van Duinkerken - trompet
- Louk Boudesteijn - trombone
- Guido Nijs - saxofoon
- The Dutch String Collective - viool en cello

## Productie
- Producer - Niels Zuiderhoek
- Fotografie - Set Vexy
- Artwork - Jamal Armand
- Hoesontwerp - Wrister Meiresonne